# 安妮塔·希尔
安妮塔·费伊·希尔（Anita Faye Hill，1956年7月30日—），生于美国俄克拉荷马州，是一位律师、教育家和作家。她目前任职于布兰迪斯大学，研究方向为社会政策、法律和妇女研究，同时也就职于该大学海勒社会政策与管理学院。  1991年，她因公开发声指控其上司克拉伦斯·托马斯性骚扰而受到广泛关注。

## 早年生活及教育经历
安妮塔·希尔出生于俄克拉荷马州孤树镇的一个农民家庭，家中有13个孩子，她是最小的一个。希尔从小信仰浸信会。她的祖辈来自阿肯色州，外祖父和曾祖父母都出生于奴隶家庭。
1973年，希尔作为班级毕业生代表从俄克拉荷马州莫里斯高中毕业。她在1977 年获得俄克拉荷马州立大学心理学学士学位。1980年，她从耶鲁法学院获得法学博士学位。 

## 职业初期
希尔于1980年取得哥伦比亚特区律师资格，并于1981年成为时任美国教育部民权办公室助理部长克拉伦斯·托马斯的律师顾问。1982年，托马斯任职美国平等就业机会委员会(EEOC) 主席，希尔担任他的助手，但于后一年离职。
希尔随后于1983年至1986年担任奥罗尔·罗伯茨大学的助理教授。1986年，她加入俄克拉荷马大学法学院教授商法和合同法，并于1989年成为该大学第一位非裔终身教授。由于自1991年她作证后，要求她辞职的呼声不断，她最终于1996年离职。1998年，她成为布兰迪斯大学的访问学者，并于2015年成为该校的大学教授。

## 针对克拉伦斯·托马斯的性骚扰指控

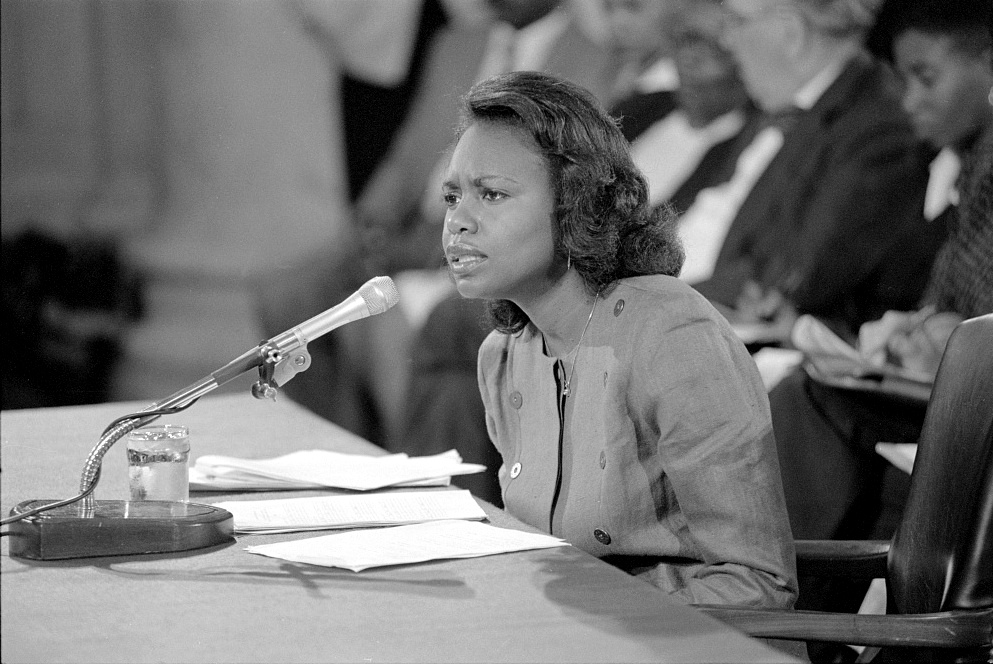
1991年，希尔在参议院司法委员会出庭作证

1991 年，时任总统乔治·H·W·布什提名克拉伦斯·托马斯接替即将退休的最高法院副法官瑟古德·马歇尔。鉴于托马斯担任法官仅仅一年多，其良好品格被视为担任最高法院法官的主要资格。参议院对他的任命听证会顺利进行，当时几乎没有任何组织对托马斯的提名持反对意见，直到联邦调查局对希尔的私人采访报告被泄露给媒体。随后，听证会重新召开，希尔被传唤出庭作证。
1991年10月11日，希尔在电视听证会上表示，托马斯在教育部和平等就业机会委员会担任她的主管期间对她实施了性骚扰。  当被问及为什么在托马斯骚扰她之后，她还要跟随他从事第二份工作时，她表示，她一直以来的愿望就是在民权领域担任一个声誉良好的职位，而这个职位非常有吸引力，但直到后来她才意识到这是一个错误的选择，但“当时看起来，性暗示……已经结束了。”
据希尔表示，在她担任托马斯助理的两年中，托马斯多次邀请她出去社交，在她拒绝后，他便利用工作场合讨论性话题并向她示爱。在听证会上，共和党参议员奥林·哈奇暗示“希尔与‘狡猾的律师’和利益集团合谋，一心想毁掉托马斯进入最高法院的机会。” 而托马斯则表示一直把希尔视为朋友，并在各方面给予帮助，因此当她指控他骚扰时，他感到特别伤心。
据称，有四名女证人已准备出庭帮希尔证明她话语的可信度，但未等到出庭的传唤。据《洛杉矶时报》称，这是共和党人和参议院司法委员会主席、民主党人乔·拜登之间达成的私下妥协协议。
在听证会上，希尔同意接受测谎仪测试，尽管参议员和其他权威人士表示测谎仪的结果不可靠，不在法庭上采纳，但希尔的测谎结果确实支持她的说法。托马斯则没有接受测谎测试，他强烈否认，并表示自己遭到了白人自由主义者的“高科技私刑”，目的是阻止黑人保守派进入最高法院。经过广泛的辩论，美国参议院以19世纪以来最小的投票差距——52比48票确认托马斯出任最高法院法官。
托马斯在最高法院任职后很长一段时间，保守派仍然对希尔 1991 年证词的真实性表示怀疑。针对二人证词可信度的讨论长久存在，但始终无法得出一个确切的结论。希尔在出庭作证后近20年的时间里受到保守派的攻击和众多质控，但她在《纽约时报》的一篇专栏文章中否认了这些指控，称她不会“默默袖手旁观，让托马斯法官在愤怒中重新塑造我。”

### 后续影响

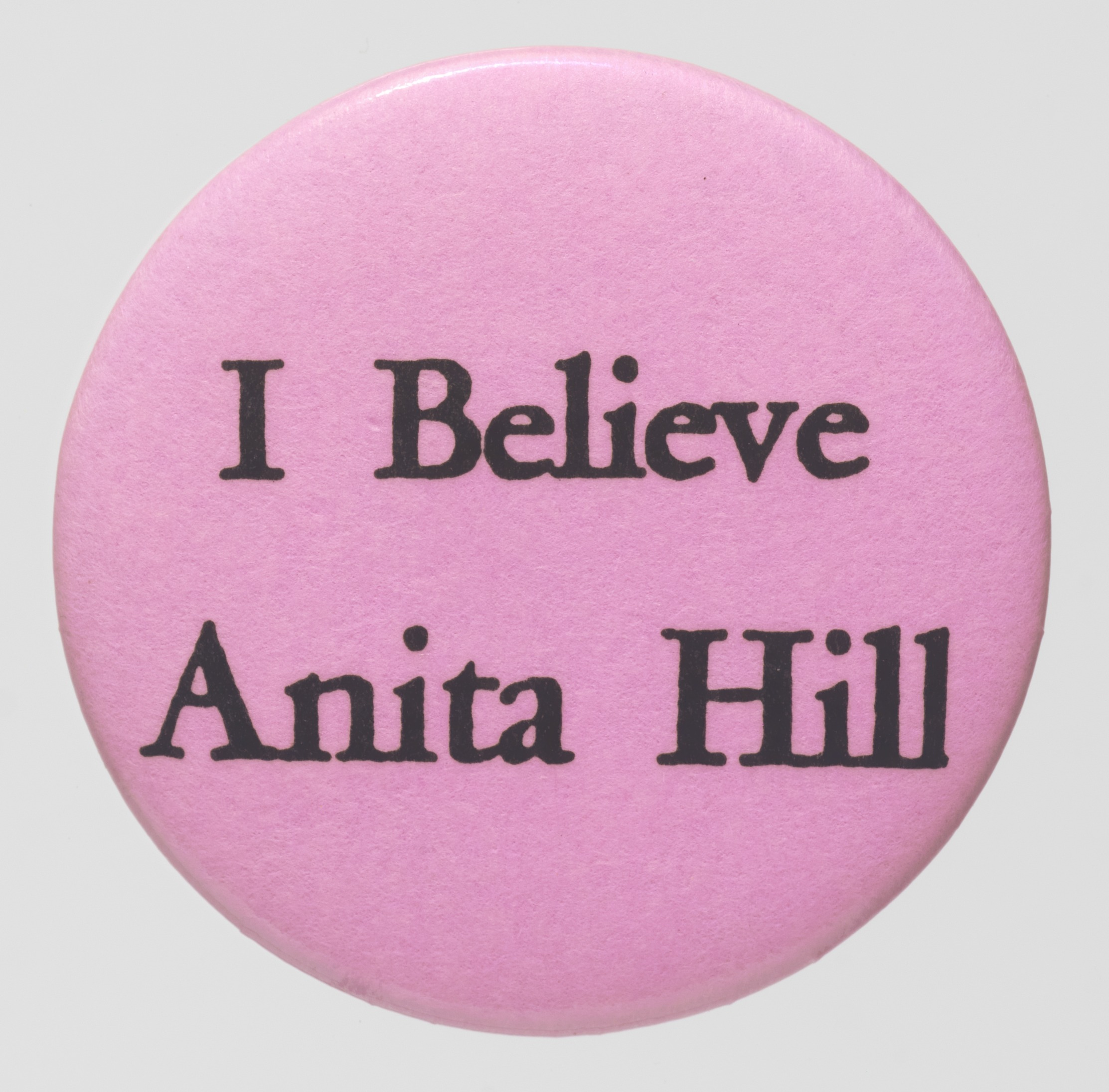
“我相信安妮塔·希尔”徽章

安妮塔·希尔对托马斯性骚扰的指控引发了广泛的公众讨论。希尔的支持者们制作并佩戴了印有“我相信安妮塔·希尔 (I believe Anita Hill)”字样的粉色徽章，以示对她的声援，在听证会和随后的争议期间，这些徽章成为了她支持者的象征。粉色徽章不仅仅是对希尔的支持，也是对反对性骚扰和争取妇女权利的广泛声明。该运动旨在支持希尔的勇气，并推动关于职场骚扰和性别歧视的讨论。
托马斯的确认听证会后不久，美国国会通过了一项法案，该法案赋予性骚扰受害者索求损害赔偿、补发工资和复职的权利。  一年后，平等就业机会委员会收到的骚扰投诉增加了 50％，公众舆论也转向对希尔有利。 私营公司也开始开展培训项目，以防止性骚扰。
参议院司法委员会质疑并驳回希尔性骚扰指控的方式激怒了女性政客和律师。据DC国会代表埃莉诺·霍姆斯·诺顿 (Eleanor Holmes Norton)表示，希尔受到的待遇是促成1992年大量女性当选国会议员的一个因素。她说：“女性在投票时显然抱着这样的想法：国会中必须有更多女性。”
1992 年，一个女权组织发起了一场全国性的筹款活动并获得了州政府的配套资金，在俄克拉荷马大学法学院设立一个教授职位，以表彰希尔。保守的俄克拉荷马州议员对此反应强烈，要求希尔辞去大学职务，随后提出一项法案，禁止该大学接受州外居民的捐款，最后试图通过立法关闭法学院。 当地活动家埃尔默·津恩·米利昂将希尔比作刺杀肯尼迪总统的刺客李·哈维·奥斯瓦尔德。大学里的一些官员试图撤销希尔的终身教职。在五年来的压力下，希尔辞职了。1999年5月，俄克拉荷马大学法学院停止了对安妮塔·希尔教授职位的资助，此后该职位从未再有人担任。